# India Medal
La India Medal era una medaglia di campagna militare coniata per ricompensare quanti avessero partecipato alle campagne militari in India dal 1895 al 1902.

## Storia
La India Medal venne approvata per la coniazione nel 1896 per ufficiali e uomini della truppa britannici ed indiani.
La medaglia venne concessa per molte campagne militari secondarie in india, soprattutto per il servizio prestato sulla North-West Frontier durante il 1895-1902. Questa medaglia andò a rimpiazzare la India General Service Medal (1854). Ciascuna campagna veniva rappresentata con l'apposizione di una barretta fino a un massimo di sette previste. La medaglia continuò ad essere concessa anche durante il regno di Edoardo VII del Regno Unito sino al 1902.

## Barrette
- Defence of Chitral 1895

3 marzo - 13 aprile 1895
- Relief of Chitral 1895

7 marzo - 15 agosto 1895
- Punjab Frontier 1897-98

10 giugno 1897 - 6 aprile 1898
- Malakand 1897

26 luglio - 2 agosto 1897 (concessa alle truppe coinvolte nell'Assedio di Malakand.)
- Samana 1897

2 agosto - 2 ottobre 1897
- Tirah 1897-98

2 ottobre 1897 - 6 aprile 1898
- Waziristan 1901-02

23 novembre 1901 - 10 marzo 1902

## Descrizione
La medaglia è costituita da un disco d'argento sul quale è raffigurata sul diritto l'effigie anziana della regina Vittoria d'Inghilterra rivolto verso sinistra e corredato dal titolo VICTORIA REGINA ET IMPERATRIX in latino. Gran parte delle medaglie riportano il volto della regina Vittoria ma dopo il 22 gennaio 1901 esse riportarono il volto di Edoardo VII, nuovo re salito al trono. Sul retro la medaglia presenta un soldato britannico ed uno indiano che tengono insieme uno stendardo. Attorno alle figure si trova l'iscrizione "INDIA 1895".
Il nastro era rosso con una due strisce verdi al centro.